# Подольский, Матвей Миронович
Матвей Миронович Подольский (1894—1938) — деятель советских спецслужб, майор государственной безопасности.

## Биография
Получил домашнее образование, затем работал приказчиком в магазине. С 1915 служил в царской армии. С 1919 в РКП(б), с мая того же года служил в РККА и являлся сексотом в особом отделе Юго-Восточного фронта. Затем в том же году переходит на работу в органы государственной безопасности, с 1920 уполномоченный по агентуре, начальник отделения особого отдела Кавказского фронта, в контр-разведывательном отделе Закавказской ЧК. С января 1927 помощник начальника, начальник КРО ОГПУ Азербайджанской ССР. С 25 августа 1929 начальник 2-го отделения КРО ПП ОГПУ по Сибири. С 1930 начальник отделения особого отдела Сибирского военного округа. С октября 1932 заместитель начальника, затем начальник Томского оперативного сектора и городского отдела ОГПУ, а также и особого отдела 78-й стрелковой дивизии.
С 11 октября 1936 по 23 января 1937 помощник начальника УНКВД по Западно-Сибирскому краю. С 23 января по 25 мая 1937 заместитель начальника особого отдела ГУГБ НКВД Сибирского военного округа и начальник 5-го отдела УГБ УНКВД Западно-Сибирского края с оставлением в должности помощника начальника УНКВД по совместительству, в том году становится заместителем начальника краевого УНКВД. С 25 мая по 7 июля 1937 помощник начальника УНКВД Саратовской области и начальник 3-го отдела УГБ УНКВД. С 7 июля 1937 помощник начальника 2-го отдела ГУГБ НКВД СССР и начальник охраны Дипломатического корпуса по совместительству, на момент ареста числился помощником начальника 2-го отдела 1-го Управления НКВД СССР.
30 или 31 мая 1938 года арестован, уволен из органов 17 июня того же года. 29 августа 1938 осуждён ВКВС СССР по статьям 58-8 («террор»), 58-11 («участие в контрреволюционной террористической организации в органах НКВД») УК РСФСР. Расстрелян в тот же день вместе с группой руководящих сотрудников НКВД СССР (Л. М. Заковский, В. М. Горожанин, Н. Е. Шапиро-Дайховский, О. Я. Нодев, О. О. Абугов, Л. Г. Миронов, А. В. Гуминский, Д. И. Джирин и другие), осуждёнными в тот же день. Место захоронения — спецобъект НКВД «Коммунарка». Указом Президиума ВС СССР от 7 июля 1942 лишён ордена Красной Звезды. 25 декабря 1989 дело в его отношении пересматривалось в порядке надзора Главной военной прокуратурой СССР. 23 июля 2013 года Судебной коллегией по делам военнослужащих Верховного суда РФ признан не подлежащим реабилитации.

### Звания
- рядовой (1915);
- капитан государственной безопасности (22 марта 1936);
- майор государственной безопасности (29 января 1937).